# Sao-tien
Sao-tien (Shaodian) legendás személy a Kína történeti korszakát megelőző, három fenség korában. A Sárga Császár és Jen (Yan) császár apja.

## Alakja
Életének részleteiről keveset árulnak el a történeti források. Sze-ma Csien (Sima Qian) művének, A történetíró feljegyzéseinek, a legendák korát tárgyaló legelső fejezetéből, és a hozzáíródott kommentárokból az értelmezhető, hogy a ju-hsziung (youxiung) törzs (vagy ország) törzsfője (Ju-hsziung-kuo csün (Youxiungguo jun) 有熊國君) lehetett. A fejedelemségek történeteiben pedig az olvasható, hogy Sao-tien (Shaodian) a ju-csiao (youjiao) 有蟜 törzsből választott magának asszonyt, bizonyos Fu Pao (Fu Bao)t 附寶, aki megszülte a Sárga Császárt és Jen (Yan) Császárt.
A történetíró feljegyzései továbbá azt is tudni véli, hogy Nü-hua (Nühua) 女華 is az ő lánya volt.